# Living in Oz
Linving in Oz è il settimo album in studio di Rick Springfield, uscito nel 1983.

## Descrizione
Springfield concepisce un disco stilisticamente nuovo. Contamina, per la prima volta, la new wave e il rock. Si avvale, inoltre, di un numero cospicuo di pianisti, realizzando un'opera tecnicamente più sofisticata rispetto ai long play precedenti. I testi sono molto più personali e toccano temi cari come il successo, l'educazione familiare e l'adolescenza.

## Accoglienza
La critica considera l'album un punto di svolta della carriera di Springfield. É un lavoro più maturo e ricercato.
Il singolo Affair of the Heart è stato nominato ai Grammy Awards 1983.

## Tracce
1. "Human Touch" - 5:08
2. "Alyson" - 3:49
3. "Affair of the Heart" - 4:33
4. "Living in Oz" - 3:49
5. "Me & Johnny" - 4:26
6. "Motel Eyes" - 3:12
7. "Tiger by the Tail" - 3:25
8. "Souls" - 4:15
9. "I Can't Stop Hurting You" - 3:44
10. "Like Father, Like Son" - 2:57

## Formazione
- Rick Springfield - voce principale, chitarra
- Tim Pierce - chitarra
- Mike Seifrit, Dennis Belfield - basso
- Brett Tuggle, Alan Pasqua, Gabriel Katona, John Philip Shenale, Mitchell Froom - piano
- Mike Baird - batteria
- Richard Elliot - sax
- Michael Fisher - percussioni
- Richard Page, Tom Kelly - cori